# Skřinářov
Skřinářov (deutsch Skrinarschow) ist eine Gemeinde in Tschechien. Sie liegt zwölf Kilometer östlich von Velké Meziříčí und gehört zum Okres Žďár nad Sázavou.

## Geographie
Skřinářov befindet sich rechtsseitig über dem Tal des Bílý potok in der Quellmulde eines kleinen Zuflusses im Krischanauer Bergland (Křižanovská vrchovina) im Süden der Böhmisch-Mährischen Höhe. Nordöstlich des Ortes liegen die Teiche Holinkovský rybník und Balákovský rybník. Im Nordwesten erhebt sich der Na Skalách (654 m), im Norden die Svatá hora (679 m) und der Malý kamenný vrch (592 m). Zwischen letztgenannten Bergen entspringt der Bílý potok. Südwestlich des Ortes führen die Staatsstraße 37 zwischen Křižanov und Velká Bíteš sowie die Eisenbahn von Brno nach Žďár nad Sázavou. Die Bahnstation Osová Bítýška liegt zwei Kilometer südlich.
Nachbarorte sind Rohy und Heřmanov im Norden, Milešín und Rozseč im Nordosten, Ondrušky im Osten, Osová im Südosten, Osová Bítýška im Süden, Tři Dvory und Ruda im Südwesten, Ořechov im Westen sowie Kadolec im Nordwesten.

## Geschichte
Die erste urkundliche Erwähnung des Dorfes erfolgte 1364, als Henricus de Ossaw (Jindřich z Osového a z Ronova) die Herrschaft Ossaw an Jan von Bechin (Jan z Bechyně) überschrieb. Der Ort war bis 1848 immer Ossaw zugehörig.
Nach der Aufhebung der Patrimonialherrschaften bildete Krčmařov ab 1850 einen Ortsteil der Gemeinde Osová Bítýška in der Bezirkshauptmannschaft Velké Meziříčí. Seit 1881 bildete das Dorf unter dem Namen Křenářov / Krzenarzow eine eigene politische Gemeinde. Im Jahre 1921 erfolgte eine Änderung des Ortsnamens in Skřinářov. 1949 wurde die Gemeinde dem Okres Velká Bíteš zugeordnet und nach dessen Auflösung kam sie 1961 zum Okres Žďár nad Sázavou. Zwischen 1973 und 1990 war Skřinářov wieder ein Ortsteil von Osová Bítýška.

## Gemeindegliederung
Für die Gemeinde Skřinářov sind keine Ortsteile ausgewiesen.

## Sehenswürdigkeiten
- Kapelle der Jungfrau Maria am Dorfplatz
- Denkmal für die hl. Zdislava von Lemberk an der Svatá hora